# Hrčak (časopis)
Hrčak - glasilo Hrvatskoga čitateljskog društva stručni je časopis za promicanje pismenosti i kulture čitanja.

## Povijest
Časopis Hrčak počeo je izlaziti 1992. godine kao glasnik Hrvatskoga čitateljskog kluba. Nakon prekida u izlaženju od 1993. do 1996. nastavlja izlaziti 1997. godine kao glasnik Hrvatskoga čitateljskog društva.

## Sadržaj
Hrčak je višedisciplinarni stručni časopis koji objavljuje radove o najnovijim teorijskim i praktičnim postignućima i iskustvima vezanim za promicanje pismenosti i kulture čitanja. Donosi priloge o aktualnostima, relevantnoj literaturi, najave i prikaze znanstveno-stručnih skupova, te pregled rada vodstva i ogranaka Hrvatskoga čitateljskog društva.
Urednica časopisa bili su Tihomil Maštrović, Ivanka Stričević, Ana Sudarević i Kristina Čunović.
Hrčak, br. 53 – 54, 2017., sadrži proširene sažetke i osvrte sa stručnog skupa "Koliko smo pismeni/nepismeni – digitalna pismenost našeg doba" održanog 8. rujna 2017. u Velikoj dvorani Školske knjige u Zagrebu.
Časopis je dostupan i u digitalnom obliku.

## Vanjske poveznice
Mrežna mjesta
- Hrčak, službeno mrežno mjesto